# Maningrida arnhemensis
Maningrida arnhemensis is een slakkensoort uit de familie van de Maningrididae. De wetenschappelijke naam van de soort is voor het eerst geldig gepubliceerd in 2007 door Golding, Ponder & Byrne.